# ドラミちゃん アララ・少年山賊団!
『ドラミちゃん アララ♥少年山賊団!』（ドラミちゃん アララ しょうねんさんぞくだん）は、ドラえもんの妹ドラミの活躍を描いた『ドラミちゃん』シリーズの第2作目であり、1991年3月9日に公開された『ドラえもん のび太のドラビアンナイト』の同時上映作品として製作された。
原作は藤子・F・不二雄。監督は原恵一。

## 概要
前作『ドラミちゃん ミニドラSOS!!!』がのび太たちの子どもの活躍を描いたのに対し、本作に登場するのはのび太の先祖であるのび平とその仲間たちである。
後にテレビで放送された際には、ドラミとドラえもんが映画解説者として登場し、この話に登場しなかったドラえもんは「のび平くんは勇ましい。のび太くんにつめの垢を煎じて飲ませてやりたい」とコメントするシーンがあった。

## 物語のあらすじ
22世紀の東京。調査ロボットのアララに自分の先祖を調べてさせていたセワシは、戦国時代（1580年）にのび太に負けないほどドジな先祖「のび平」がいたことを知る。セワシから「今の自分の成績を上げるために、のび平のドジを矯正してきてほしい」と頼まれたドラミとアララは、戦国時代へとタイムスリップする。
戦国時代に着いた２人は、領主の館に奉公している農民の少女・おしずと出会う。彼女の話によると、のび平は数日前から行方不明で、山賊に襲われたのかもしれないというのだ。のび平を捜すため、山賊の縄張りといわれている山の峠に向かったドラミ一行は、案の定そこで山賊「髑髏組」の襲撃を受ける。ひみつ道具の力で、髑髏組を一蹴するドラミ。だがその髑髏組のメンバーは皆、のび平を始めとする農村の子供達だった。彼らは困窮を極める農村での暮らしに嫌気が差し、山中で自由気ままな生活を送るために、家出して山賊団を結成したのだという。のび平達の住む農村は干ばつが続いており、作物がろくに採れないという厳しい状況が続いていた。それなのに、一帯を治める領主一族は農民達に重い年貢を課し、自身は贅沢な暮らしを送っていたのだ。髑髏組や農村の人々が置かれた状況に同情したドラミは、髑髏組の仲間に加わる。
のび平達は「村での暮らしよりはずっとマシ」という理由で山賊稼業を続けていたが、メンバーは皆、心の奥底では親元に帰りたいという気持ちを抱いていた。気弱で不器用なことから、いつも雑用を押しつけられてしまうのび平を気遣ったドラミは、彼に眼鏡（普通の近眼用眼鏡）をプレゼントする。目がよく見えるようになったのび平は、見違えるように勇気溢れる性格になっていく。
髑髏組への加入から数日経ったある日、ドラミは領主の館にある米倉から年貢米をごっそり頂いてしまおうと提案する。奇抜かつ無謀な申し出に驚くと同時に尻込みしてしまう髑髏組の面々だったが、のび平が同行を志願。それに対抗して、タケ蔵もまたドラミと行動を共にする。ちょうどその頃、領主は親戚の結婚式に出ていて不在であり、屋敷にはその領主の一人息子、スネ丸が残された。母親との約束をすっぽかされたスネ丸は機嫌を壊し、周囲に当たり散らす。スネ丸は恵まれた生活を送る一方、親の愛情や友達との交遊に飢えていたのだった。
タケコプターを使い、領主の館への潜入に成功したドラミ一行は、米倉一杯に詰まった米俵を「打ち出のトンカチ」を使って米粒ほどに小さくして持ち出すことにした。見事に米俵を全部盗み出すことに成功した一行は、髑髏組のアジトで米俵を元の大きさに戻した。だがその米俵の山の中に、スネ丸が紛れていた。米俵の陰に隠れていたスネ丸は、打ち出のトンカチの効果によって米俵と一緒に小さくなってしまっていたのだ。髑髏組の面々に対して、心無い態度で接するスネ丸。小さい頃は農村の子供達とよく遊んでいたスネ丸だったが、搾取する側とされる側という立場の違いが、他の子供達との溝になってしまい、いつしか疎遠になってしまっていたのだ。そんな彼らの関係を見かねたドラミは、食糧不足解消も兼ねてみんなと一緒に野菜作りを始める。大変な農作業を通して、徐々に距離を縮めていく髑髏組とスネ丸。そこにおしずも加わり、子供達の関係は円満になるかに思われた。
だが、年貢米を奪われた上に息子を誘拐されて（そう思い込んで）激怒した領主が、山賊狩りのために軍勢を率いて峠に攻めてきた。散々搾取されてきたことへの恨みから、対決姿勢を露わにする髑髏組の面々。だが、他ならぬ領主の息子であるスネ丸は、戦いを避けるよう懇願するも聞き入れる者はいない。
果たしてドラミは、農村と髑髏組の危機を救い、そして少年達の心の溝を埋めることはできるのか･･･

## 登場人物
ドラミ
声 - 横沢啓子
22世紀で暮らすロボット。ドラえもんの妹。セワシに頼まれ、のび平に会いに戦国時代へと向かう。
アララ
声 - 山本圭子
セワシの調査ロボット。セワシの先祖をすべて調査した結果、のび太と共にとりわけ数値が低いのび平の存在を確認し、ドラミと共に戦国時代へと乗り込む。臆病な性格。「アララ～」が口癖。よく口からネジが飛び出す。最終的に調査データーがセワシの意図とは違う運動能力にのみ基づくものだったため、のび平を矯正する必要がないことが判明し、気落ちしていた。尚、本作でアララを演じた山本は 日テレ版ドラえもんでセワシを演じていた。
セワシ
声 - 太田淑子
22世紀で暮らす少年。のび太の子孫。ドラミとアララを戦国時代へ送り込む。
のび平
声 - 小原乃梨子
のび太やセワシの先祖。目が悪くのび太並（ドラミには「のび太さん以上かも」と言われた）にドジで意気地のない少年で、山賊団でも弱虫と馬鹿にされ一番の下っ端だった。ドジや気弱な性格は近視によるところが大きく、本来はどちらかというと気が強く挑戦的な性格である。ドラミから勇気の元として「メガネ」を与えられたことで、山賊団で中心的な役割を担うようになった。
タケ蔵
声 - たてかべ和也
ジャイアンにそっくり。ジャイアン同様のガキ大将気質で、山賊団のリーダー。仲間と共に貧しい村から飛び出し、少年山賊団を結成した。乱暴者であるが、友達思いな面がある。
ゴロ
声 - 桜井敏治
山賊団の一員。太目の体格。
チビスケ
声 - 西村智博
山賊団の一員。名前通り背が低く、目が前髪で隠れている。
ゲンタ
声 - 鈴木清信
山賊団の一員。山賊団一の長身で顎が出ている。
おしず
声 - 野村道子
しずかにそっくり。山賊団のメンバーではないが、のび平たちとは友人。家計を助けるため、領主の家に奉公している。
スネ丸
声 - 肝付兼太
大金持ちの領主である骨川家の一人息子。スネ夫にそっくり（ただし、スネ夫の先祖でないことがフィルムコミックスの登場人物紹介に記されている）。小さい頃はタケ蔵やのび平たちと仲が良く、よく一緒に遊んでいたが、次第に年貢を搾り取られる側と徴収する側の子どもとして、不仲になっていた。両親にかまってもらえず、いつも腰元が遊び相手だった。山賊団に連れ去られた際、当初は山賊団を敵視していたが、彼らと畑作りをしていくうちに心が開いた。殿様である自分の父が山賊団に攻め込んできた時はドラミのひみつ道具「豊作くん」に搭乗して山賊団をかばった。
のび平の母
声 - 千々松幸子
のび平の母。登場シーンでは、のび太の母である野比玉子の映像と共に「のび太」と叫んだ後、画面が本当ののび平の母に切り替わり、「じゃなかった、のび平」と叫び直す演出が見られた。
のび平の父
声 - 加藤正之
のび平の父。登場シーンでは、のび太の父である野比のび助になっていたが、すぐに画面が本当ののび平の父に切り替わった。
タケ蔵の母
声 - 青木和代
タケ蔵の母親。性格はジャイアンの母ちゃんそのまま。
ゲンタの父
声 - 田口昂
ゴロの母
声 - 山本千鶴
チビスケの父
声 - 山崎たくみ
村の男
声 - 中博史、巻島直樹
スネ丸の父（骨川）
声 - 加藤治
周囲一帯の大地主で、のび平たちの村を治める領主の殿様。村に対し重い年貢を課して、自分たちは裕福に暮らしている。奥方達と共に親戚である隣町の領主の息子の結婚式に出かけている間に今まで集めた年貢を山賊団に奪われた。山に攻め込み、のび平を除く山賊団を追い詰めるが、スネ丸に止められる。大雨による濁流でスネ丸と共に流され、谷底に落ちそうになるが、のび平たち山賊団と村人たちの協力で救出される。その後、今までの自分の行動を反省し、今まで集めた年貢を村人達に分け与え、少ない年貢で納める事を約束した。
スネ丸の母
声 - 鳳芳野
殿様の奥方。贅沢で裕福な暮らしをしている。
腰元たち
声 - 麻見順子、中沢みどり
骨川家の屋敷の腰元。スネ丸の世話をしているが、時折我侭ぶりに泣かされている。

## スタッフ
- 原作 - 藤子・F・不二雄
- 監督 - 原恵一
- 脚本 - 丸尾みほ
- 作画監督 - 高倉佳彦
- 美術監督 - 天水勝
- 撮影監督 - 熊谷正弘
- 録音監督 - 大熊昭
- 音楽 - 田中公平
- 原画 - 高倉静香、高倉佳彦、大塚正実、加藤茂、橋本とよ子、久保博志、原勝徳
- 動画 - 大塚岩夫、小森隆之、西岡茂、市木泉、中山久司、石井邦俊、松野悦子、松野真由美、中村久子、小林正義、中川政治、木村陽子、若松孝思、稲村武志、武口つるみ、渡戸根京子
- 動画チェック - 林敏夫
- 色指定 - 酒井看晴
- 仕上 - トレーススタジオM
- 特殊効果 - 土井通明
- 背景 - スタジオユニ
- 撮影 - 東京アニメーションフィルム
- 演出助手 - 高柳哲司
- 編集 - 岡安肇、小島俊彦、中葉由美子、村井秀明、川崎晃祥
- 効果 - 松田昭彦（フィズサウンドクリエイション）
- 録音スタジオ - APUスタジオ
- 整音 - 柴田信弘
- スタジオ協力 - アオイスタジオ
- 録音制作 - オーディオプランニングユー
- ドルビーステレオコンサルタント - 森幹生
- タイトル - 道川昭
- 現像 - 東京現像所
- 制作進行 - 大澤正亨、水島努、星野達也
- 制作デスク - 山川順一
- プロデューサー - 別紙壮一、茂木仁史、木村純一
- 制作協力 - 藤子プロ、ASATSU
- 制作 - シンエイ動画、小学館、テレビ朝日

## 主題歌
「ハロー!ドラミちゃん」
歌 - 山野さと子

## 受賞歴
- 第9回ゴールデングロス賞最優秀金賞[1]。